# Pilea umbriana
Pilea umbriana là loài thực vật có hoa trong họ Tầm ma. Loài này được Killip miêu tả khoa học đầu tiên năm 1939.